# Soergoet
Soergoet (Russisch: Сургут) is een Russische stad aan de rivier de Ob in het autonome district Chanto-Mansië in het West-Siberisch Laagland. Het ligt op 250 kilometer ten oosten van Chanty-Mansiejsk en 708 kilometer ten noordoosten van Tjoemen.

## Geschiedenis

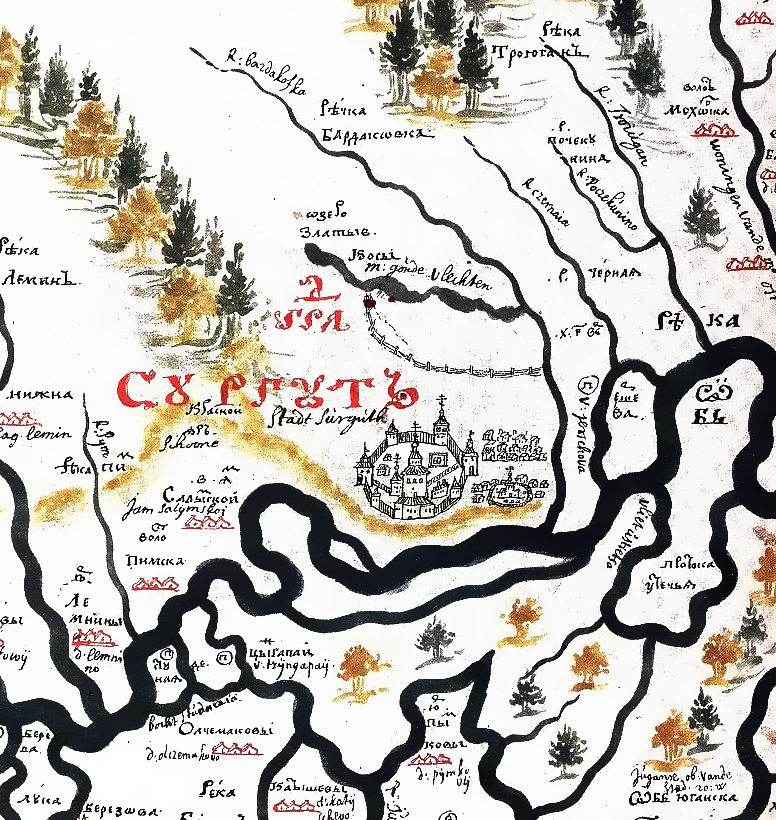
Kaart van Soergoet uit 1701

Soergoet was een van de eerste Russische plaatsen in Siberië. Het werd gesticht op 19 februari 1594 in opdracht van tsaar Fjodor I als het fort Ostjatskoj. De naam zou af kunnen stammen van een combinatie van de Wogoelse woorden "sor" ('uiterwaarde') en "koet" ('vis'). In de 17e en 18e eeuw was het een Russisch centrum voor de kolonisatie van West-Siberië. Aan het einde van de 18e eeuw verkreeg het de status van stad en werd het het bestuurlijk centrum van een oejezd, maar vanaf 1804 verloor het deze status weer. In 1868 kreeg het opnieuw de status van stad, om deze weer te verliezen in 1926 vanwege de kleine bevolking. Vanaf 1930 werd het onderdeel van de autonome regio Chanto-Mansië.
De stad maakte een grote industrialisatie door in de jaren 60 toen het een centrum werd voor de verwerking van aardolie en aardgas. Veel enthousiaste leden van de Komsomol trokken toen naar de stad en haar zusterstad Neftejoegansk aan de andere oever van de Ob. Op 25 juni 1965 kreeg de arbeidersnederzetting Soergoet de status van stad. Deze status wordt elk jaar gevierd op 12 juni.

## Economie en transport
De economie van Soergoet is gecentreerd rond de productie van olie en verwerking van aardgas. De belangrijkste bedrijven zijn de oliemaatschappij Soergoetneftegaz (bekend onder de naam 'Soergoet') en Soergoetgazprom (onderdeel van Gazprom). De eigenaar van Soergoetneftegaz, miljardair Vladimir Bogdanov, komt zelden uit de stad en steekt in tegenstelling tot veel andere rijken in Rusland veel geld in voorzieningen in de stad, zoals dit tijdens de Sovjet-Unie ook de gewoonte was. Door zijn inspanningen verschilt de stad behoorlijk van haar zusterstad Neftejoegansk, waar meer westers georiënteerde oliemaatschappijen (met name Yukos) veel minder gedaan hebben aan de sociaal-economische positie van de stad en waar een veel hogere werkloosheid is. Bogdanov heeft de naam van 'Rode oliebaron' verworven, omdat hij de industrie van de stad tijdens de veilingen van staatsbedrijven in de jaren '90 effectief wist af te schermen voor buitenstaanders, die zelfs op het vliegveld van de stad werden opgesloten tot de veiling voorbij was. Hij zorgde er uiteindelijk voor dat Soergoetneftegaz werd verkocht aan een pensioenmaatschappij. Hoewel Soergoet lange tijd gezien werd als modelstad vanwege de hoge lonen onder Bogdanov, bleek in juli 2006 dat veel werknemers ontevreden zijn over hun loon. Duizenden van hen gingen toen de straat op om hogere lonen en een verandering van de werkwijze van het management van het bedrijf te eisen.
De stad heeft verder een gasverwerkingsfabriek, condensaatstabilisatiefabriek, brandstoffabriek, voedselindustrie (onder andere visconserven- en zuivelindustrie), een houtbedrijf, bouwbedrijven en 2 grote elektriciteitscentrales: Soergoetskaja GRES-1 (3280 MW) en Soergoetskaja GRES-2 (onderdeel van staatsbedrijf OGK-4), waarvan de tweede met 4800MW de grootste warmte-krachtcentrale ter wereld is. Beide elektriciteitscentrales leveren stroom aan het stroomnetwerk van de Oeral.
Bij de stad ligt een luchthaven en een binnenhaven. De stad is verbonden met Centraal-Rusland door een spoorlijn. De stad is een knooppunt van pijpleidingen in West-Siberië; bij Soergoet komen de aardolie- en aardgasleidingen uit Nizjnevartovsk en Novy Oerengoj en uit Novosibirsk, Perm en Tsjeljabinsk samen. In de toekomst zal de stad een directe wegverbinding krijgen met Chanty-Mansiejsk, Tomsk en Centraal-Rusland via de Noordelijke Oost-Westverbinding, die momenteel wordt aangelegd.

## Onderwijs, cultuur en bezienswaardigheden
In de stad bevinden zich de Staatsuniversiteit van Soergoet en de Staats-pedagogische Universiteit van Soergoet, filialen van de Staatsuniversiteit van Tjoemen, de Staatsuniversiteit van Tjoemen voor Aardgas en de Siberische Staatsacademie voor Wegenbouw en Autoverkeer (SibADI). Tot de speciale middelbare onderwijsinstituten behoren verder de school voor beroepsonderwijs van Soergoet en de school van Soergoet voor aardgastechniek. In de stad bevindt zich ook een museum voor lokale geschiedenis.
Op 20 kilometer van de stad op de rechteroever van de Ob bevindt zich een archeologische vindplaats in de Barsovaberg (Barsova Gora) met meer dan 60 versterkingen, 3000 graven en tombes, waarvan de vroegste stammen uit de steentijd.

## Politiek
De huidige burgemeester is sinds 1996 Aleksandr Sirodov (herverkozen in 2000 en 2005). Hij was onder andere verantwoordelijk voor de bouw van de Joegrabrug, de langste tuibrug met 1 pyloon ter wereld. De werkelijke politieke kracht ligt echter bij Bogdanov, aangezien de stad door haar sterke gerichtheid op de olie en gasindustrie een typische 'monogorod' (monostad) is en dus sterk afhankelijk is van de koers die het management hiervan volgt.
De bunker van de Russische president en zijn entourage bevindt zich in de buurt van Soergoet, volgens onderzoeksjournalisten. Op een terrein ten noorden daarvan hebben volgens Google Maps veel grondwerkzaamheden plaatsgevonden en bij de afslag KHC aan de nieuwe weg met de naam Surgut Lyantor staat een zendmast met heel veel zenders. Het terrein is van een staatsgasbedrijf en onbekend is of dit het terrein is waar de bunker(s) zich bevinden.

## Demografie
| 1897  | 1926  | 1959  | 1970   | 1979    | 1989    | 2000    | 2010    | 2020    |
| ----- | ----- | ----- | ------ | ------- | ------- | ------- | ------- | ------- |
| 1.100 | 1.300 | 6.000 | 34.000 | 107.300 | 247.823 | 280.027 | 306.675 | 380.632 |

## Geboren in Soergoet
- Galina Koerdova (1978), zangeres
- Miroslava Doema (1985), modejournaliste, ondernemer en modefiguur

## Galerij

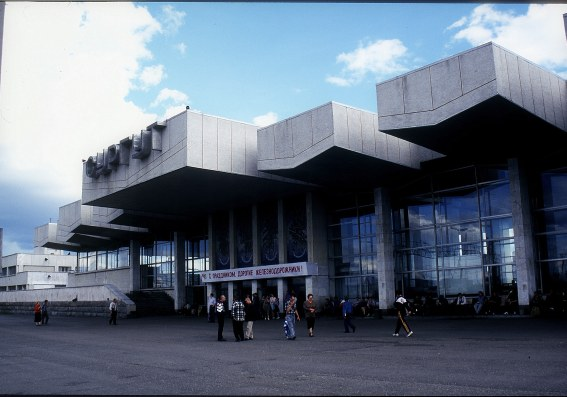
Treinstation
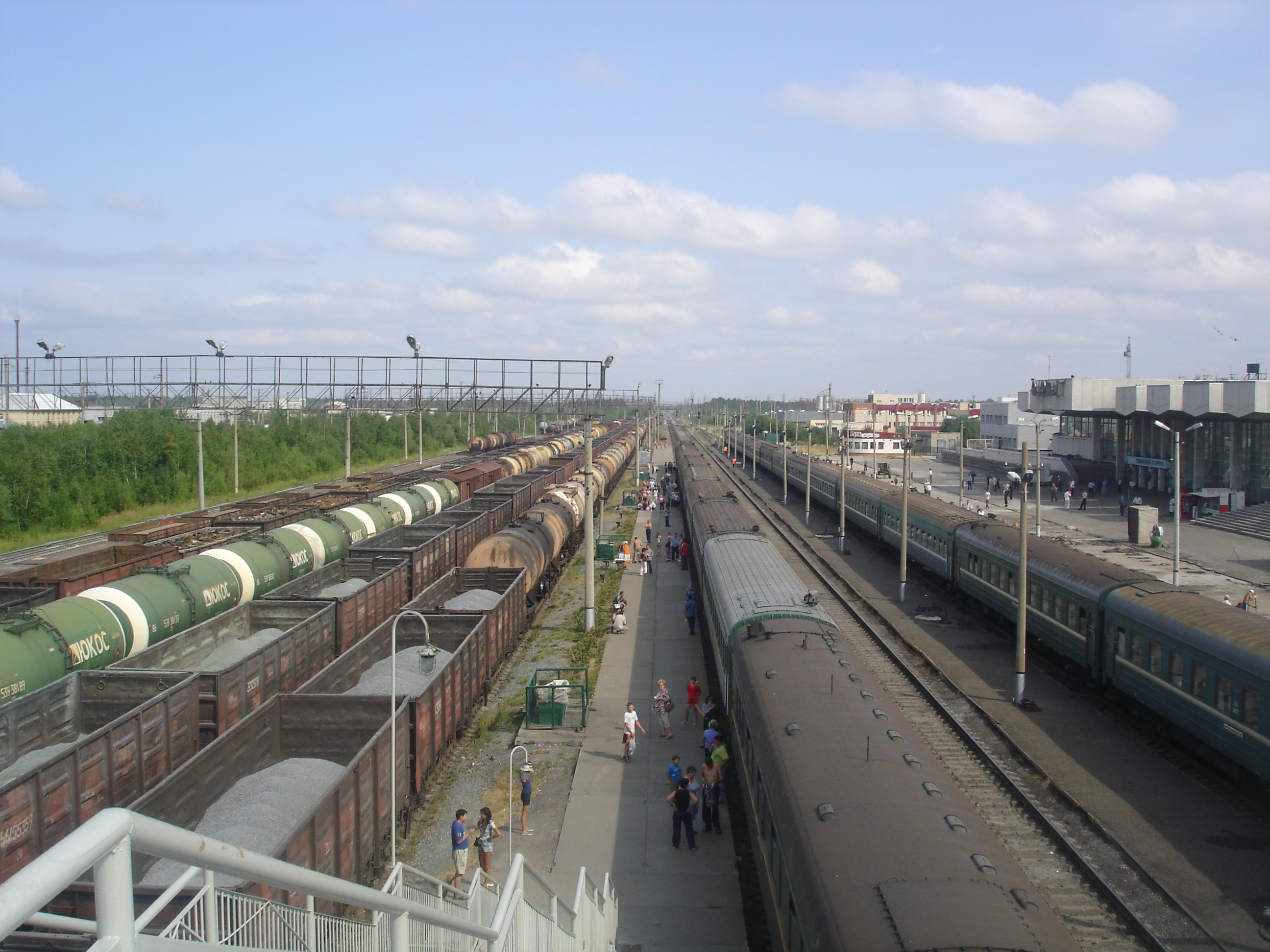
Spoorstation
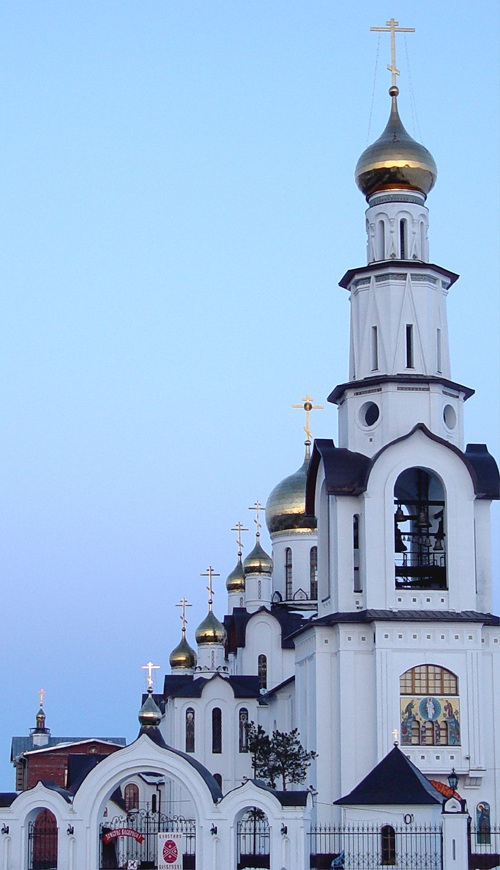
Russisch-orthodoxe kerk
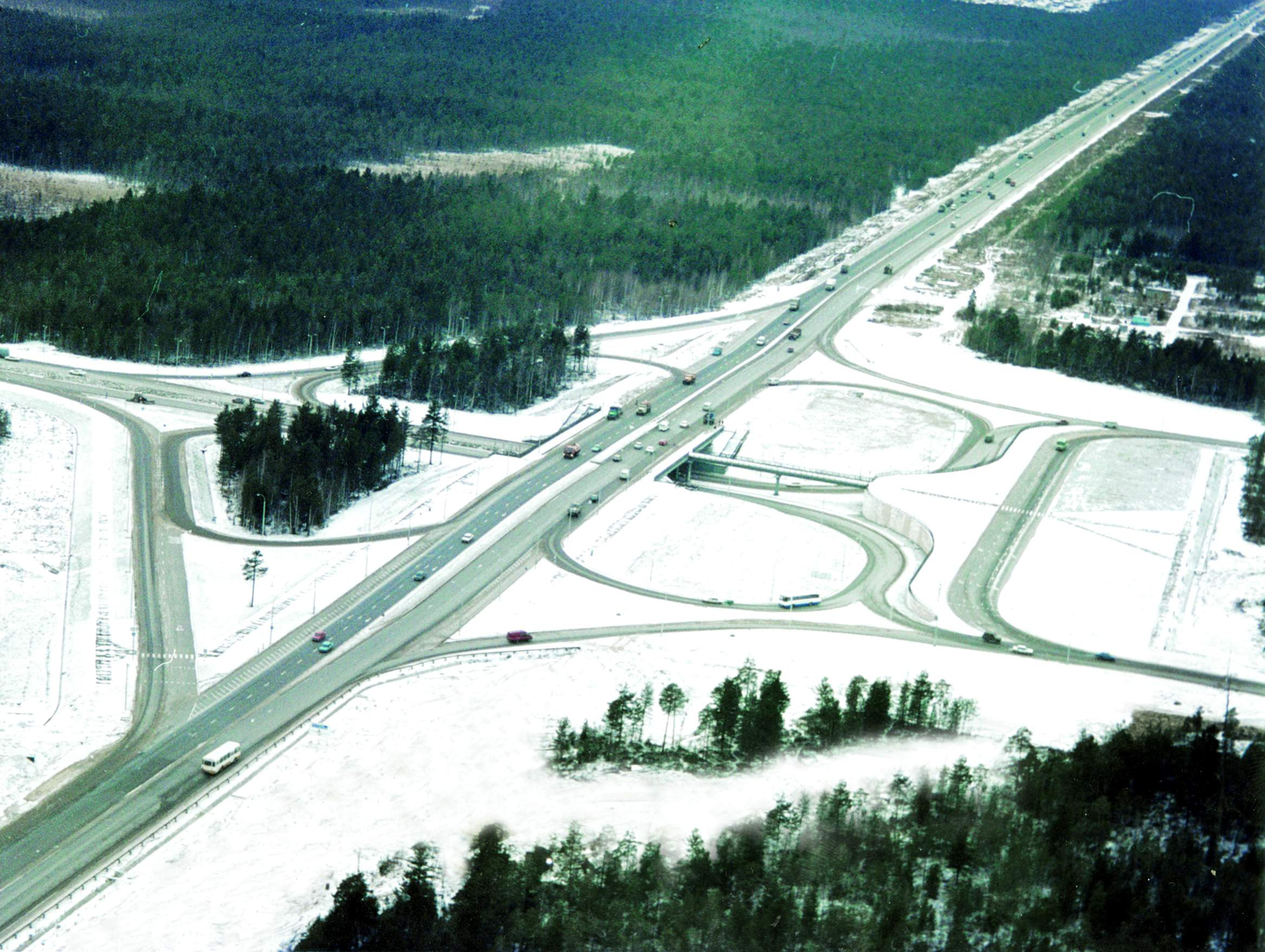
Wegenknooppunt bij Soergoet
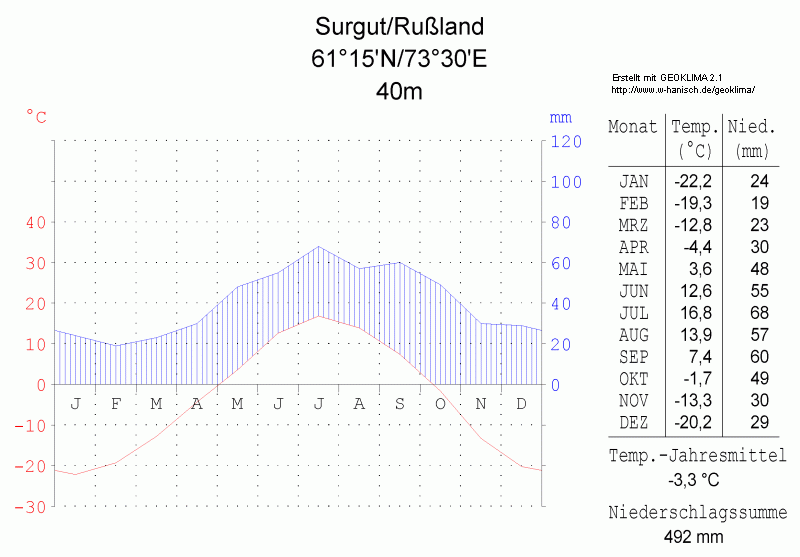
Klimatogram (Duits)

Bestuurlijk centrum: Chanty-Mansiejsk

Belojarski · Joegorsk · Kogalym · Langepas · Ljantor · Megion · Neftejoegansk · Nizjnevartovsk · Njagan · Nokatsji · Oeraj · Pyt-Jach · Radoezjny · Sovjetski · Soergoet